# Цитриняк, Михаил Григорьевич
Михаил Григорьевич Цитриня́к (род. 14 февраля 1956, Москва — советский, российский режиссёр театра и кино, актёр, сценарист, драматург, педагог. Участник бардовского дуэта «Мастер Гриша» (c 1996 совместно с Борисом Кинером).

## Биография
Родился в Москве в 1956 году. В детстве снялся в дипломных фильмах Андрея Тарковского «Каток и скрипка» (1960) и Леонида Нечаева «Наполеон». Окончил актёрское отделение ВТУ имени Щукина (курс Аллы Казанской). Поступил на третий курс режиссёрского отделения (курс Евгения Симонова и В. А. Эуфера). После 2,5 лет работы во МХАТе перешёл в театр имени Ермоловой.
Создал театр-студию «Наш театр». Преподавал в Ирландии и Нидерландах, ставил спектакли в Германии, работал старшим преподавателем в Театральном училище имени Щукина. Креативный продюсер в кинокомпаниях «Мостелефильм» и «Киностудия „Версия“» (2009—2011). Артист эстрады в дуэте с Борисом Кинером. Спектакли по его инсценировкам идут в театрах России. Режиссёр телевизионных проектов «Старая квартира» (АТВ) и «Большой ремонт» (кинокомпания «Версия»).

### Семья
Мать Нинель Давидовна работала финансистом в Министерстве приборостроения. Отец — журналист Григорий Маркович Цитриняк.

## Театральные постановки
- 1985 — «Надежда» по пьесе А. М. Червинского «Блондинка за углом», Художник О. Шейнцис. МХАТ;
- 1986 — «Последний посетитель» по пьесе В. Л. Дозорцева. Художники О. Твордовская и В. Мокушенко. Московский драматический театр им. М. Н. Ермоловой;
- 1988 — «Крик лангусты» по пьесе Джона Маррелла. Театр-студия «Наш Театр»;
- 1988 — «Игра для двух актеров» по пьесе Т. Уильямса. Театр-студия «Наш Театр»;
- 1989 — «Последний посетитель», В. Л. Дозорцева. Художники О. Твордовская и В. Мокушенко. Магдебургский театр. Германия;
- 1990 — «Медея» по пьесе Ж. Ануя. Художник М. Рыбасова. Театр-студия «Наш Театр»;
- 1990 — «Камера» по пьесе И. Бубнова. Художник Т. Груднева. Театр-студия «Наш Театр»;
- 2011 — «Медея» по пьесе Ж. Ануя. Художник М. Рыбасова. Государственный академический театр им. Евг. Вахтангова;
- 2012 — «Игры Одиноких» по пьесе Н.Саймона «Глава вторая». Художник М. Рыбасова. Государственный академический театр им. Евг. Вахтангова;
- 2014 — «Крик лангусты» по пьесе Джона Маррелла. Художник М. Рыбасова. Государственный академический театр им. Евг. Вахтангова;
- 2015 — «Семейный ужин в половине второго» по пьесе В. В. Павлова «Семейный ужин». Художник М. Рыбасова. Театральное агентство «Арт-Партнёр XXI»;
- 2016 — «Ночь перед рождеством» по одноименной повести Н. В. Гоголя. Художник М. Рыбасова. Театральный центр «Вишневый сад»;
- 2018 — «Карнавальная ночь» по пьесе Г. О. Слуцки. Художник К. Данилов. Современный театр Антрепризы;
- 2018 — «Онегин-блюз» по роману А. С. Пушкина «Евгений Онегин». Художник К. Данилов. Театральное агентство «Арт-Партнёр XXI»;
- 2020 — «Соломенная шляпка» по пьесе Эжена Лабиша. Художник М. Рыбасова. Государственный академический театр им. Евг. Вахтангова;
- 2022 — «Люби меня нежно» по пьесе Майкла Уилмота «Шалаш любви». Художник М. Рыбасова. Театральный центр «Вишневый сад»;
- 2023 — «Скамейка» по пьесе Александра Гельмана. Художник Я. Куштевская. Продюсерский центр «М-АРТ».

### Режиссёр телепередач
- 1993 — «Старая квартира», кинокомпания АТВ «Большой ремонт», кинокомпания «Версия»;
- 2003 — «Большой ремонт», кинокомпания «Версия».

## Награды
- Медаль Альберта Швейцера от Ганноверской академии естественных наук
- Общественный орден «Гордость России»
- Царскосельская художественная премия

## Фильмография

### Роли
- 1960 — эпизод в дипломной работе А. А. Тарковского «Каток и скрипка»
- 1967 — эпизод в дипломной работе Л. А. Нечаева «Наполеон»
- 2023 — Раневская — Этьен

### Режиссёр сериалов
- 2005 — сериал «Не родись красивой».
- 2006 — сериал «Все смешалось в доме».
- 2007 — сериал «Срочно в номер-2».
- 2008 — сериал «Срочно в номер-3».

## Дискография
С 1996 года Михаил Цитриняк — участник арт-зонг дуэта «Мастер Гриша». Дуэт выпустил 3 сольных альбома, а также принял участие в сборниках
- 2001. Песни на «бис».
- 2000. Хризантема.
- 1997. Судьба — индейка.

### Участие в сборниках
- 2006. Двойной диск песен Веры Евушкиной «Это только музыка».
- 2006. «Грушинский фестиваль — 2005 Диск 2» (Студия звукозаписи СТС)
- 2003. Валентин Берестов. «Я в детстве дружил с великаном» (Остров)
- 2003. «Грушинский фестиваль-30. Диск 1» (Самарский областной клуб авторской песни им. В.Грушина)
- 2002. «Песни рабочей артели» (Артель «Восточный ветер»)
- 2002.	Вадим и Валерий Мищуки. «Лотерейный билет» (Сигмис)
- 2001. «Грушинский фестиваль-2001, CD-2» (Таганка-Блюз)
- 2000. Владимир Высоцкий в исполнении бардов (Музыкальное издательство М. О.)
- 2000. Дмитрий Сухарев. «Как хорошо, о Боже мой!» (МУЗПРОМ)